# Progress (album)
Albums de Take That
The Greatest Day
(2009) Progressed
(2011)
Singles
- 2 - Kidz
sorti le 20 février 2011
- 3 - Happy Now
sorti le 18 mars 2011modifier

Progress est le 6e album studio du groupe anglais Take That. C'est le premier album avec Robbie Williams depuis 1995. L'album est sorti le 15 novembre 2010 au Royaume-Uni. Il a reçu des critiques positives, avec la plupart des critiques saluant l'influence de la musique électronique et des synthétiseurs.
L'album a été numéro un dans les charts britanniques, devenant l'album le plus rapidement vendu de ce siècle et le second album le plus rapidement vendu de tous les temps. Progress a aussi été l'album le plus vendu de l'année avec plus d'un million d'exemplaires en 24 jours. En juin 2011, il s'était écoulé à 1,8 million d'exemplaires au Royaume-Uni. L'album a également été un succès commercial en Europe continentale, où il a atteint le top dix dans douze pays. Le 10 juin 2011, la réédition de Progress est sortie. Il s'agit de Progressed, qui comprend huit titres inédits en plus des 11 chansons de Progress.

## Liste des titres
Toutes les chansons sont écrites et composées par Gary Barlow, Howard Donald, Jason Orange, Mark Owen et Robbie Williams sauf Eight Letters : Barlow / Donald / Orange / Owen / Williams / Ure / Currie / Cross / Cann (qui contient un sample de Vienna).
| No  | Titre                     | Lead vocals                    | Durée |
| --- | ------------------------- | ------------------------------ | ----- |
| 1.  | The Flood                 | Robbie Williams et Gary Barlow | 4:49  |
| 2.  | SOS                       | Mark Owen et Robbie Williams   | 3:44  |
| 3.  | Wait                      | Gary Barlow et Robbie Williams | 4:15  |
| 4.  | Kidz                      | Mark Owen et Gary Barlow       | 4:42  |
| 5.  | Pretty Things             | Robbie Williams et Gary Barlow | 4:03  |
| 6.  | Happy Now                 | Gary Barlow et Robbie Williams | 4:03  |
| 7.  | Underground Machine       | Robbie Williams                | 4:15  |
| 8.  | What Do You Want from Me? | Mark Owen                      | 4:37  |
| 9.  | Affirmation               | Howard Donald et Mark Owen     | 3:54  |
| 10. | Eight Letters             | Gary Barlow                    | 4:41  |
| 11. | Flowerbed (piste cachée)  | Jason Orange                   | 3:48  |

## Singles
1- The Flood
2- Kidz
3- Happy Now